# Венесуельсько-гаянська криза (2023)
Венесуельсько-гаянська криза — територіальний конфлікт, що спалахнув з новою силою восени 2023 року коли венесуельський диктатор Ніколас Мадуро проголосив анексію спірного регіону Гаяна-Ессекібо, що начебто була підтверджена на ініційованому ним «референдумі». Даний регіон, багатий на поклади мінеральних копалин та нафти, становить майже 60 % території Гаяни, у ньому проживає близько 15 % населення країни.

## Передісторія

### Нідерландські колонії

Мапа Венесуели, включаючи спірну територію.

Мапа Венесуели з територією Гаяни на яку вона претендує

Ессекібо з'явилася як колонія голландців і був заснована колоністами з першої нідерландської колонії Померун, завойованої 1581 року, яка була зруйнована іспанцями та місцевими племенами близько 1596 року. На чолі з Йостом ван дер Гуге нідерландці вирушили на острів під назвою Кійк-овер-ол на річці Ессекібо (насправді притока цієї річки Мазаруні). Нідерландська колонізація Гвіани відбувалася переважно між гирлами річки Ориноко на заході та річки Амазонки на сході. 1658 року картограф Корнеліс Голіаф створив карту колонії і планував побудувати там місто під назвою «Новий Мідделбург», але Друга англо-нідерландська війна (1665-67) поклала край цим планам. 1665 року Ессекібо окупували англійці (разом з усіма іншими нідерландськими колоніями), а потім його розграбували французи. У наступні роки голландці відправили ескадру кораблів, щоб відвоювати територію. У той час як колонію Суринам відвоював у англійців Абрагам Крійнсен, покинутий на той час Ессекібо зайняв Маттіс Бергенар.
Після 1745 року кількість плантацій вздовж річки Демерари та її приток стрімко зростала. Зокрема, тут почали селитися британські колоністи з Барбадосу. Після 1750 року було призначено коменданта британського населення, який надав їм власне представництво. Близько 1780 року в гирлі Демерари було засновано невелике центральне поселення, яке 1784 року отримало назву Стабрук на честь одного з директорів Вест-Індійської компанії. Група британських каперів захопила Ессекібо і Демерару 24 лютого 1781 року, але не залишилася там. У березні два шлюпи ескадри Королівського флоту під командуванням адмірала лорда Родні прийняли капітуляцію «Колонії Демерари та річки Ессекібо». З 27 лютого 1782 року по лютий 1783 року французи окупували колонію, змусивши губернатора Роберта Кінстона здатися. Паризький мир, укладений 1783 року, повернув ці території голландцям.

### Британська Гаяна
1796 року Ессекібо назавжди окупували британці, а до 1800 року Ессекібо і Демерара спільно володіли близько 380 плантаціями цукрової тростини. Але це також стало причиною однієї з найзапекліших прикордонних суперечок у Латинській Америці, оскільки нова колонія мала річку Ессекібо як західний кордон з іспанським генерал-капітанством Венесуела. Хоча Іспанія все ще претендувала на цей регіон, іспанці не оскаржували договір, оскільки були заклопотані боротьбою своїх колоній за незалежність. 1822 року лідер руху за незалежність Сімон Болівар наказав своєму представнику в Лондоні Хосе Рафаелю Ревензі подати офіційну скаргу британській владі, в якій писав «Поселенці Демерари та Бербісу узурпували значну частину земель, які згідно з останніми договорами між Іспанією та Нідерландам належать нам по цей бік річки Ессекібо (…) що згадані колоністи переходять під юрисдикцію і підпорядковуються нашим законам або повертаються до своїх колишніх володінь». Після проголошення Венесуелою незалежності 1830 року, вона затвердила своїми офіційними кордонами межі колишнього генерал-капітанства, яке включало регіон Ессекібо. 21 липня 1831 року Демерара-Ессекібо об'єдналася з Бербісом і утворила Британську Гвіану.
Під егідою Королівського географічного товариства німецький дослідник і натураліст Роберт Герман Шомбурґ 1835 року провів ботанічне та географічне дослідження Британської Гвіани. Результатом цього дослідження став ескіз території з лінією, що позначала, на його думку, західний кордон, на який претендували нідерландці. Як наслідок, 1840 року британський уряд доручив йому провести дослідження кордонів Гвіани. Результатом цього дослідження стало те, що стало відомим як «лінія Шомбурґа». Лінія виходила далеко за межі британських володінь і давала Британській Гвіані контроль над гирлом річки Ориноко. Початковий ескіз Шомбурґа, опублікований 1840 року, був єдиною версією «лінії Шомбурґа», опублікованою до 1886 року, що призвело до пізніших звинувачень президента США Гровера Клівленда в тому, що лінію було продовжено «в якийсь таємничий спосіб».
1850 року Велика Британія і Венесуела досягли угоди, згідно з якою вони погодилися не колонізувати спірну територію, хоча не було встановлено, де ця територія починається і закінчується. Суперечка залишалася невирішеною протягом багатьох років, поки в регіоні не було виявлено золото, що погіршило відносини між Великою Британією та Венесуелою. 1876 року в басейні Куюні, який був венесуельською територією за лінією Шомбурґа, але в межах території, на яку, на думку Шомбурка, могла претендувати Велика Британія, були відкриті золоті копальні, населені переважно англомовним населенням. Того ж року Венесуела підтвердила свої претензії до річки Ессекібо, на що британці відповіли зустрічною претензією, що включала весь басейн Куюні, хоча це була формальна претензія, яку британці ніколи не мали наміру реалізовувати.
У жовтні 1886 року Британія оголосила лінію Шомбурґа тимчасовим кордоном Британської Гвіани, а в лютому 1887 року Венесуела розірвала дипломатичні відносини. 1894 року Венесуела звернулася до США з проханням втрутитися, посилаючись на доктрину Монро. Сполучені Штати не захотіли втручатися, обмежившись лише пропозицією про можливість арбітражу.
Під час венесуельської кризи 1895 року Велика Британія та Венесуела намагалися вирішити територіальну суперечку. Венесуела стверджувала, що Іспанія, чию територію вона взяла під власний суверенітет, контролювала землі від річки Ориноко до річки Амазонки на території сучасної Бразилії. Іспанія, на думку Венесуели, лише позначила нідерландцям територію Гвіани, на яку вона претендувала, і яка не включала в себе багатьох земель в межах спірної території. Тим часом Велика Британія, яка здобула нідерландську територію, заявила, що спірний регіон Гвіани не є іспанським через його віддаленість і неконтрольованість, пояснюючи це тим, що первісні мешканці цієї території ділили землю з нідерландцями, а не з іспанцями, і, таким чином, опинилися під нідерландським і британським впливом. 3 жовтня 1899 року суд виніс рішення на користь Великої Британії. Як кордон між Британською Гвіаною та Венесуелою була встановлена лінія Шомбурґа, з двома відхиленнями. Одне з відхилень полягало в тому, що Венесуела отримала пункт Баріма-Пойнт у гирлі Ориноко, що дало їй беззаперечний контроль над річкою, а отже, можливість стягувати мита з венесуельської торгівлі. За другим договором кордон проходив по річці Венамо, а не по річці Куюні, що давало Венесуелі значну територію на схід від цієї лінії. Однак Британія отримала більшу частину спірної території і всі золоті копальні.
1949 року американський юрист Отто Шенріх передав венесуельському уряду меморандум, написаний Маллетом-Превостом 1944 року, який мав бути опублікований лише після його смерті. Маллет-Превост здогадався з приватних розмов суддів, що між Росією і Великою Британією існувала політична домовленість, і повідомив, що російський голова комісії Федір Мартенс відвідав Велику Британію разом з двома британськими арбітрами влітку 1899 року, а потім запропонував двом американським суддям вибір між прийняттям одноголосного рішення, яке було остаточно узгоджено, і винесенням рішення з більшістю 3 суддів проти 2, яке було б ще більш сприятливим для британської сторони. Альтернатива полягала б у повному дотриманні лінії Шомбурґа і віддачі гирла Ориноко британцям. Маллет-Превост розповів, що американські судді і венесуельські адвокати були обурені ситуацією і розглядали варіант 3 до 2 з чітко сформульованою думкою меншості, але в підсумку погодилися з Мартенсом, щоб уникнути позбавлення Венесуели ще більшої території. Цей меморандум призвів до скарг Венесуели в ООН 1962 року.

### Гаяна
1966 року Венесуела підписала Женевську угоду з Великою Британією ще до здобуття незалежності Гаяною, що відбулося того ж року, яка заклала основу для вирішення територіальної суперечки шляхом переговорів. Невдовзі після здобуття Гаяною незалежності від Великої Британії та виведення британських збройних сил у травні 1966 року, Венесуела почала зазіхати на контрольовану Гаяною територію. Через п'ять місяців після проголошення незалежності Гаяни, у жовтні 1966 року, венесуельські війська почали окупацію острова Анкоко та прилеглих островів, швидко споруджуючи військові об'єкти та злітно-посадкову смугу. 1969 року відбулося повстання Рупунуні — спроба власників ранчо відокремитися від Гаяни; за різними даними, Венесуела споряджала і підтримувала повстання.
1970 року, після закінчення терміну дії Змішаної комісії, створеної відповідно до Женевської угоди 1966 року, президенти Рафаель Кальдера і Форбс Бернем підписали Порт-оф-Спейнський протокол, який оголосив 12-річний мораторій на повернення Венесуелою Гаяни-Ессекібо, щоб дати можливість обом урядам сприяти співпраці та порозумінню, поки прикордонні претензії не будуть вирішені. 1983 року закінчився термін дії Протоколу, і президент Венесуели Луїс Еррера Кампінс вирішив більше не продовжувати його дію і відновити фактичні претензії на цю територію.
У 21 столітті президент Венесуели Уго Чавес за порадою свого наставника Фіделя Кастро послабив напругу на кордоні з Гаяною, а 2004 року під час візиту до столиці Гаяни Джорджтауна Чавес заявив, що вважає суперечку вичерпаною. У відповідь на націоналізацію Чавесом нафтових активів, які в основному належали ExxonMobil, у 2000-х роках компанія очолила зусилля з пошуку нафти в сусідній Гаяні. ExxonMobil брала участь у численних суперечках з Венесуелою щодо таких активів, причому американський аналітик Стів Левін вважає, що ці суперечки були дуже тривалими і «надсилали сигнал» іншим компаніям, які розглядали можливість втручання в їхні контракти, у вигляді численних невдалих спроб арбітражного розгляду протягом шістнадцяти років, останній з яких розпочався 27 листопада 2023 року.

### Відкриття родовищ нафти
За часів правління венесуельського президента Ніколаса Мадуро Венесуела стала більш агресивною по відношенню до Гаяни. 10 жовтня 2013 року військово-морські сили Венесуели затримали нафторозвідувальне судно, яке проводило дослідження морського дна від імені уряду Гаяни, а судно і його екіпаж були конвойовані на венесуельський острів Маргарита для притягнення до кримінальної відповідальності. Міністерство закордонних справ Гаяни заявило, що судно перебувало в її територіальних водах, але венесуельське відомство направило Гаяні дипломатичну ноту, в якій стверджувалося, що судно проводило дослідження нафти у венесуельських водах без її дозволу і вимагав пояснень. Мадуро відвідав Гаяну і обговорив цю суперечку. У Джорджтауні Мадуро підтвердив, що Женевська угода була підписана «старим урядом Демократичної дії і старою Британською імперією» в рамках «психологічної операції, заснованої на презирстві і расизмі, з метою вторгнення в Гаяну».
2014 року Гаяна передала нові нафтові концесії компанії ExxonMobil, чиї венесуельські активи Чавес націоналізував за сім років до цього. 2015 року Венесуела звинуватила ExxonMobil у порушенні міжнародного права під час буріння нафтових свердловин, і спалахнула невелика криза, коли влада Гаяни захопила венесуельське судно «Якуана» в територіальних водах країни; обидві сторони вимагали пояснень одна від одної; пізніше вони домовилися зустрітися, щоб спробувати покращити делімітацію територіальних вод один одного. 2015 року Мадуро оголосив, що звернеться до Міжнародного суду ООН, а 2018 року Гаяна ініціювала арбітражне провадження проти Венесуели, щоб вирішити питання про дійсність Паризького арбітражу 1899 року. У грудні 2018 року Військово-морські сили Венесуели знову незаконно увійшли у води Гайани та змусили покинути корабель, залучений Exxon Mobil для проведення досліджень нафти в цьому районі, стверджуючи, що дозволу Гайани досліджувати її суверенну територію недостатньо для того, щоб судно законно перебувало у воді.
У період з 2015 по 2021 рік Центр стратегічних і міжнародних досліджень писав, що в Гаяні було виявлено близько 8 мільярдів барелів нафти і за цим показником Гаяна увійшла до двадцятки країн з найбільшими розвіданими запасами нафти. До 2023 року BBC News повідомила, що в Гаяні було виявлено родовища нафти на 11 мільярдів барелів. Венесуела знову наполягала на арбітражі в Міжнародному суді, а міністр природних ресурсів Гаяни Рафаель Тротман визнав, що ExxonMobil фінансово підтримувала Гаяну в судових суперечках на додаток до «нерозголошеного бонусу за підписання», виплаченого ExxonMobil, за словами тодішнього президента Девіда Грейнджера. Регіональний менеджер ExxonMobil Род Хенсон заявив, що ці виплати були звичайними і звичними для нафтових угод. Гаянські експерти відзначили, що уряд проігнорував екологічні проблеми, ExxonMobil не мала жодного контролю, а її керівників часто бачили з вищими посадовими особами, і що ExxonMobil розпочала кампанію зі зв'язків з громадськістю та захоплення регуляторних органів.
7 січня 2021 року президент Мадуро видав указ № 4415, яким визнав за Венесуелою 200 морських миль морського дна від дельти Ориноко, що простягається до місця, де Гаяна знайшла нафту. Через кілька днів, 21 січня, патрульний корабель «Commandante Hugo Chavez GC 24» захопив два гаянські рибальські судна в межах виключної економічної зони Гаяни. Через кілька місяців, 2 березня 2021 року, два винищувачі Су-30 ВПС Венесуели здійснили низький проліт на висоті 460 м над гаянським містом Етерінгбанг. Міністр закордонних справ Гаяни Г'ю Тодд відреагував на інцидент через день, заявивши, що «вторгнення на нашу територію двох венесуельських винищувачів є чітким свідченням того, що уряд Венесуели готовий використовувати агресію і залякування для досягнення того, що не може бути досягнуто законними засобами: здачі Гаяною своєї спадщини».
У квітні 2023 року Міжнародний суд постановив, що він має юрисдикцію щодо цього спору за позовом, поданим Гаяною 2018 року щодо визначення країни, яка контролює спірну територію. Після відкриття нафтових і газових родовищ, 19 вересня 2023 року Гаяна дозволила шістьом іноземним нафтовим компаніям, включаючи ExxonMobil, бурити у водах, на які претендує Венесуела. У жовтні голова ExxonMobil Guyana Limited (EMGL) Алістер Рутледж заявив журналістам, що «Венесуела нас не залякала… тому ми продовжуємо працювати в Гаяні. Ось чому ми плануємо продовжувати роботу тут протягом десятиліть». Гаяна також розкритикувала Венесуелу за те, що вона відкидає прерогативу Міжнародного суду щодо вирішення даного питання.

## Хід подій
До проведення референдуму, у жовтні 2023 року, стало відомо, що венесуельські Збройні сили будують злітно-посадкову смугу на кордоні з Гаяною. А з повідомлень венесуельської влади стало зрозуміло, що війська готуються до конфлікту.

### Референдум
Ніколас Мадуро призначив референдум на 3 грудня 2023 року з п'яти питань, зокрема, чи згодні жителі країни «протистояти всіма засобами, відповідно до закону, незаконним і з порушенням міжнародного права претензіям Гаяни на одностороннє розпорядження морем, яке очікує делімітації», і чи підтримують вони надання венесуельського громадянства 125 000 жителям Гаяна-Ессекібо. Влада розкритикувала зловживання ExxonMobil і Південного Командування ЗС США, розгорнувши медіа-кампанію, яка апелювала до теми патріотизму.
Лідери опозиції висловили різні реакції на референдум. Так, кандидатка в президенти від опозиційної політичної коаліції Марія Коріна Мачадо запевнила, що суверенітет не обговорювався, а здійснювався, і попросила призупинити референдум для формування національної команди з метою подачі позову до Міжнародного суду, а колишні кандидати в президенти від опозиції Мануель Росалес і Енріке Капрілес виступили за. Росалес закликав голосувати на референдумі, а Капрілес оголосив, що він проголосує на ньому. Референдум спричинив дипломатичну кризу між обома країнами. Напередодні референдуму Співдружність Націй також опублікувала заяву, в якій запропонувала повну підтримку Гаяні і закликала всіх членів ООН поважати рішення Міжнародного Суду.

###### Результати референдуму
Національна виборча рада спочатку повідомила, що 95 % виборців проголосували «так» за кожне з 5 питань у бюлетені. Міжнародні аналітики та ЗМІ повідомили, що явка на референдумі була помітно низькою, а його результати були сфальсифіковані владою. Аналітики також відзначили, що влада може використати референдум для мобілізації своєї народної підтримки і нейтралізувати успіх опозиційних праймеріз, а також зростаючу популярність кандидатки Марії Коріни Мачадо. Віце-президент Гаяни Бхаррат Джагдео заявив в інтерв'ю, що він готується до найгіршого і що уряд працює з партнерами над посиленням оборонної співпраці. 8 грудня Мадуро заявив на політичному мітингу, що він призначив кілька осіб, які займатимуться інтеграцією Ессекібо, і підписав кілька указів, але заявив, що цей процес буде завершено в терміни до 2030 року.

### Військова активність
У жовтні 2023 року з'явилася інформація, що венесуельські військові будують злітно-посадкову смугу біля кордону з Гаяна-Ессекібо з метою розвитку регіону. Президент Гаяни Ірфаан Алі у відповідь заявив, що країна не віддасть жодного метра регіону. Гаяна звернулася до Венесуели з проханням пояснити нарощування своїх військ на кордоні, а посол Венесуели Карлос Амадор Перес Сільва заявив, що війська були мобілізовані для боротьби з незаконним видобутком корисних копалин у регіоні.
У контексті зростання напруженості між двома країнами, 4 листопада головна опозиційна партія Гаяни Альянс за зміни закликала заборонити венесуельцям з гаянським громадянством голосувати на виборах, а також не надавати громадянство великій кількості вихідців із сусідньої країни.
Представники Венесуели та Гаяни на слуханнях, що відбулися в Міжнародному суді ООН в середині листопада 2023 року, попросили Суд визнати їхній суверенітет над Ессекібо. Гаяна також вимагала скасування референдуму, стверджуючи, що Венесуела мала намір анексувати цю територію, але венесуельський уряд відхилив цю вимогу. Прем'єр-міністр Гаяни Марк Ентоні Філліпс звернувся до Організації американських держав (ОАД), де звинуватив Венесуелу у нарощуванні військової присутності поблизу кордону з Ессекібо і попередив про наслідки цього для суверенітету Гаяни. Генеральний секретар ОАД Луїс Альмагро, Карибська співдружність (КАРІКОМ) і уряд США висловили свою підтримку Гаяні.
Наприкінці листопада 2023 року президент Гаяни Ірфаан Алі зустрівся з солдатами, які охороняють кордон між двома країнами. На відео, опублікованому владою, Алі підняв гаянський прапор на заході на горі Пакарампа в Гаяна-Ессекібо, поблизу венесуельського штату Болівар, де також склав присягу на вірність. Після цих дій міністр оборони Венесуели Владімір Падріно Лопес заявив, що ЗС Венесуели будуть постійно пильними щодо «будь-яких дій, які загрожують територіальній цілісності», попросив населення проголосувати на референдумі і додав, що конфлікт поки що не є війною. Губернатор штату Сулія Мануель Росалес запевнив, що «Гаяна-Ессекібо є стовідсотково венесуельською територією», стверджуючи, що дії Гаяни порушують Женевську угоду 1966 року, і розкритикував той факт, що ООН і ОАД не висловилися з цього приводу.
23 листопада старші офіцери Сил оборони Гаяни і ЗС Бразилії зустрілися для військового обміну. Бразилія рішуче підтримує Гаяну у прикордонній суперечці.
Наразі Бразилія намагається налагодити посередництво між обома країнами, щоб уникнути збройного конфлікту. Наприкінці листопада заплановано візит до Гаяни двох команд з Міністерства оборони США. Гаяна запропонувала створити іноземні військові бази в своїй країні. Бразильську армію привели до стану готовності і направили до кордонів обох країн, очікуючи можливої венесуельської окупації. Доповіді бразильської розвідки свідчать про неминучу воєнну операцію венесуельської армії проти Гаяни в найближчі дні, що викликає занепокоєння щодо регіональної стабільності та територіальних суперечок у Південній Америці.
Міністерство закордонних справ Бразилії провело 22 листопада саміт міністрів закордонних справ і оборони південноамериканських країн, на якому міністр закордонних справ Венесуели Фелікс Озоріо заявив, що Венесуела може бути змушена волею народу вжити заходів. Того ж дня Бразилія відправила до Каракаса спеціального посланника Селсу Аморіма, який безпосередньо поспілкувався з Мадуро, який запевнив його, що війни не буде, але бразильський уряд залишається стурбованим, і Аморім попередив, що ситуація може вийти з-під контролю. Аморім заявив, що Бразилія не прийме жодного рішення, яке не є мирним.
30 листопада міністр оборони Бразилії Жозе Мусіо оголосив, що бразильська армія відправить 60 військовослужбовців до Пакарайми для посилення безпеки на прикордонному пункті з Венесуелою, щоб перешкодити потенційному венесуельському вторгненню в Гаяну з бразильської території.
1 грудня Міжнародний суд ООН наказав Венесуелі утриматися від дій у прикордонній суперечці з Гаяною. 4 грудня бразильський оборонний портал Defesa Net опублікував статтю, в якій повідомив, що анонімне джерело з числа гаянських офіцерів стверджує, що близько 200 венесуельських спецпризначенців проникли на територію Гаяни під виглядом цивільних осіб з метою проведення диверсійних та інших підготовчих операцій.
6 грудня міністри закордонних справ Венесуели Іван Ґіл і Гаяни Г'ю Тодд на прохання Гаяни провели телефонну розмову, і країни домовилися, за словами венесуельського уряду, «тримати канали зв'язку відкритими».

###### Зникнення гаянського гелікоптера
6 грудня гелікоптер Bell 412 Збройних сил Гаяни зник на шляху з Джорджтауна до табору Аянгана в Арау, розташованого безпосередньо біля венесуельського кордону в Ессекібо. На борту перебував екіпаж з 3 осіб і 4 пасажирів, а пілотував його підполковник ЗС США Майкл Чарльз. За словами начальника штабу ЗС Гаяни Омара Хана, не було ніяких ознак того, що гвинтокрил був збитий. Влада заявила, що в цьому районі були погані погодні умови.
11 грудня стало відомо що Військово-морські сили Венесуели створюють нову військово-морську базу поблизу регіону Есекібо, що є частиною Гаяни. Новий військовий об’єкт буде розгорнуто на базі частини берегової охорони в Пунта-Баріма. Це дозволить збільшити охоплення військово-морських сил Венесуели вздовж узбережжя Атлантичного океану..

### Мілітаризація бразильського кордону
5 грудня 2023 року бразильська армія передала 20 вантажівок Iveco LMV до новоствореного 18-го механізованого кавалерійського полку, що базується в Боа-Віста, який, як очікується, прибуде до кордону на початку січня. Полк, який спочатку планували створити 2026 року, був створений 29 листопада на базі 12-ї механізованої кавалерійської ескадрильї, що існувала раніше. До новоствореного 18-го кавалерійського полку буде додано ще 600 солдатів, сформовано бронетанкову оперативну групу з 28 бронемашин. Міністр оборони Бразилії Жозе Мусіо заявив, що президент наказав йому «зробити кордон куленепробивним». Бразильські військові також були стурбовані тим, що ця ситуація призведе до створення додаткових американських військових баз у регіоні. Джерела в армії також повідомили журналістам, що вони не зафіксували жодного підозрілого руху вздовж бразильського кордону, хоча заходи стримування там працюють. Однак вони вважають, що Венесуела, швидше за все, вторгнеться з моря. Очікується, що Бразилія потроїть свою військову присутність на кордоні, при цьому багато матеріально-технічних засобів буде переміщено за тисячі кілометрів з її Південного і Центрально-західного регіонів.
8 грудня президент Бразилії Лула застеріг Мадуро від односторонніх заходів з боку Венесуели щодо Ессекібо. 11 грудня Мусіо охарактеризував кризу як політичний маневр і заявив, що Бразилія не дозволить венесуельським військам використовувати свою територію за будь-якої гіпотетичної ситуації.
Від початку 2024 року Венесуела почала розширення військової бази та зведення авіабази на острові Анакоко. Також почалось будівництво мосту через річку Куюні, який би з'єднав острів з «материковою» частиною країни. Крім того, почалось перекидання додаткових сил та розширення військової бази в порту Ґуїрія.

### Дії Венесуели в Ессекібо
4 грудня стратегічний командувач Національних Боліваріанських Збройних Сил Венесуели Домінго Ернандес Ларес опублікував у соціальних мережах кілька повідомлень про те, що венесуельські військові працюють над ремонтом або будівництвом нових доріг, мостів, злітно-посадкових смуг та іншої інфраструктури на кордоні з регіоном Ессекібо, які він назвав «нашими гаянськими дорогами». 5 грудня президент Венесуели Ніколас Мадуро оголосив, що незабаром дозволить розробку газу, нафти та родовищ корисних копалин в межах Гаяна-Ессекібо. Він також оголосив, що місцеві дочірні підприємства в Ессекібо будуть належати венесуельським державним компаніям PDVSA і CVG. Мадуро також показав на місцевому телебаченні карту Венесуели з включеним до неї Ессекібо. Того ж дня президент Бразилії Лула заявив, що наступного року здійснить президентський візит до Гаяни, що аналітики розцінили як сигнал про те, що Бразилія не буде миритися з військовими діями Венесуели. 6 грудня Лула оголосив про саміт зі спеціальним посланником Селсу Аморімом і міністром закордонних справ Мауро Вієйрою. Бразильська армія повідомила CNN Brasil, що виявила посилення венесуельської військової присутності вздовж кордону з Гаяною, хоча, за її оцінкою, саме по собі нарощування сил ще не свідчить про неминуче вторгнення.
Президент Гаяни повідомив бразильським ЗМІ, що президент Лула запевнив його в тому, що Бразилія підтримає Гаяну, і подякував йому за зрілу позицію Бразилії, охарактеризувавши Венесуелу як «безрозсудну» і «непередбачувану». Він заявив, що вони працюють з Південним командуванням США і очікують рішучих заяв протягом наступних 24 годин. Сполучені Штати також оголосили про військові навчання з гаянськими силами.

### Переслідування опозиції
Того ж дня венесуельська влада видала ордери на арешт трьох членів команди опозиційної політичної кандидатки Марії Коріни Мачадо, звинувативши їх в участі у плані саботажу референдуму 3 грудня, який нібито фінансувався компанією ExxonMobil. Також було підтверджено затримання американської громадянки Савої Дженсон Райт, яку звинувачують у їхньому фінансуванні. Цієї ночі голова венесуельської неурядової організації Súmate Роберто Абдул, який також допомагав в організації опозиційних президентських праймеріз, був затриманий співробітниками Боліваріанської розвідувальної служби. Влада Венесуели також видала ордери на лідерів опозиції та дисидентів-чавістів, зокрема Хуана Гуайдо, Хуліо Борхеса та Леопольдо Лопеса.

### Участь ЗС США
7 грудня Сполучені Штати оголосили, що проведуть серію спільних льотних навчань з Силами оборони Гаяни з метою зміцнення співпраці між двома країнами в галузі безпеки. Маневри носять плановий характер і мають на меті, на додаток до зміцнення співпраці між двома силами, посилити регіональну співпрацю. На додаток до навчань, США «продовжать співпрацю зі Силами оборони Гаяни у сферах готовності до стихійних лих, повітряної і морської безпеки, а також протидії транснаціональним злочинним організаціям». США, які вже багато років проводять регулярні спільні військові навчання з південноамериканською країною, «продовжуватимуть виконувати свої зобов'язання як надійний партнер Гаяни у сфері безпеки і сприятимуть регіональній співпраці і оперативній сумісності».
Міністр оборони Венесуели Владімір Падріно Лопес назвав дії США провокацією, заявивши, що Венесуела «не буде відволікатися від наших майбутніх дій з відновлення Ессекібо».

### Переговори
Прем'єр-міністр Сент-Вінсента і Гренадин Ральф Гонсалвіш 9 грудня надіслав листи президентам Алі та Мадуро, заявивши, що його країна проведе обговорення конфлікту разом з президентом Лулою та Генеральним секретарем ООН Гутеррішем, написавши: «Давайте всі разом зробимо все можливе, щоб ця історична зустріч була успішною. Так багато поставлено на кону для нашої карибської та латиноамериканської цивілізації». Було оголошено, що переговори відбуватимуться за посередництва Карибської співдружності (КАРІКОМ) і Спільноти країн Латинської Америки і Карибського басейну (CELAC). Алі і Мадуро погодилися на переговори, було оголошено дату їх проведення — 14 грудня. Після телефонної розмови з Лулою президент Мадуро заявив, що прагне миру і порозуміння. Представники обох країн підтвердили свої переконання щодо суперечки: Венесуела продовжила свої претензії на суверенітет над регіоном Ессекібо, тоді як Гаяна заявила, що має бути прийняте рішення Міжнародного суду ООН.
14 грудня високі представники (в тому числі президенти) Венесуели та Гаяни зустрілися в Сент-Вінсенті й Гренадинах і домовилися не застосовувати силу і не посилювати напруженість навколо Ессекібо. У спільній заяві йдеться про те, що обидві країни врегулюють суперечку відповідно до міжнародного права, хоча Венесуела і не визнає юрисдикцію Міжнародного суду ООН у цій справі. На зустрічі також були присутні представники країн КАРІКОМ, Бразилії, Колумбії, ООН та CELAC. Подальші переговори були заплановані в Бразилії протягом трьох місяців після зустрічі.

### 2025
5 березня 2025 року Венесуельський диктатор Ніколас Мадуро  пригрозив вжити «усіх необхідних заходів», щоб припинити діяльність американської нафтової компанії ExxonMobil в регіоні Ессекібо, який історично оспорюють Венесуела і Гайана.
За кілька днів до цього президент Гайани Ірфаан Алі засудив вторгнення корабля ВМС Венесуели у води Гайани того дня. За словами Алі, венесуельське судно наблизилося до морського нафтового блоку, яким керує ExxonMobil.

## Аналітика та оцінка військового потенціалу
Аналітики відзначають, що заклик Мадуро до референдуму має на меті відвернути увагу від внутрішніх проблем Венесуели, таких як зруйнована економіка і високий рівень корупції у владі. Політологи також розглядають референдум як націоналістичну стратегію Мадуро, спрямовану на те, щоб заручитися підтримкою напередодні президентських виборів у Венесуелі 2024 року.
Згідно офіційних даних Венесуела повністю перевершує Гаяну за військовою потугою: при видатках на рівні 5,2 % ВВП (оцінка за 2019 рік) Збройні сили Венесуели мають майже 125—150 тисяч військовослужбовців та ще 200—225 тисяч у Боліварському ополченні. Натомість, Збройні сили Гаяни отримують фінансування на рівні близько 0,6 % ВВП та мають близько 3 тисяч військовослужбовців на яких покладена, в основному, функція прикордонних військ.
Венесуела має на озброєнні 173 основні бойові танки, такі як AMX-30 і T-72Б1, разом з розвідувальними машинами, бойовими машинами піхоти і бронетранспортерами. Вона також має значні військові та військово-морські ресурси, порівняно з лише символічними військово-повітряними силами Гаяни. З іншого боку, участь Росії не обмежується продажем військової техніки Мадуро, оскільки на території Венесуели розташовані дві російські військові бази, а також загін ПВК «Вагнер», яка бере участь у підготовці венесуельських елітних військ, а також забезпечує особисту безпеку Мадуро.
Регіон Ессекібо здебільшого складається з гір і густого тропічного лісу, де майже немає доріг. Якби венесуельські війська рухалися від найпівденнішого кордону, їм довелося б пройти через бразильську територію в штаті Рорайма. На додаток до інфраструктури, пересування військ було б значно менше ускладнене географією регіону, оскільки регіон Рапоса-Серра-ду-Сол складається не з лісів, а зі серрадо — здебільшого плоского степу, а решта лісових масивів були значною мірою вирубані, хоча не вважається, що Бразилія дозволить Венесуелі пройти через цю територію, а більшість венесуельських військових зосереджена навколо Каракаса і північного кордону з Гаяною вздовж узбережжя Карибського басейну. Так само, незважаючи на те, що територія Ессекібо становить близько 70 % території Гаяни, на ній проживає лише 125 тисяч з і без того набагато меншого 790-тисячного населення країни.

## Міжнародна реакція

### Держави

#### Держави що підтримали Гаяну
- Президент Бразилії Луїз Інасіо Лула да Сілва висловив стурбованість кризою, заявивши: «Ми не хочемо і не потребуємо війни в Південній Америці»[119]
- Велика Британія через Форин-офіс засудила дії Венесуели, назвавши їх невиправданими і заявивши, що вони повинні припинитися[119].
- Державний секретар США Ентоні Блінкен запевнив президента Гаяни Мохаммеда Ірфаана Алі в телефонній розмові 6 грудня, що Гаяна має безумовну підтримку з боку Сполучених Штатів[120]. Прессекретар Пентагону Джон Кірбі заявив 7 грудня, що Сполучені Штати «абсолютно твердо стоятимуть на своїй непохитній підтримці суверенітету Гаяни»[121].
- Міністр закордонних справ Суринаму Альберт Рамдін заявив, що, незважаючи на суперечку Суринаму з Гаяною щодо району Тігрі, він підтримує територіальну цілісність Гаяни, підкресливши, що Суринам виступає за мир в регіоні і не бажає збройного конфлікту[122].
- Міністерство закордонних справ України закликало Венесуелу поважати авторитет рішення Міжнародного суду ООН від 1 грудня і заявило, що Гаяна і Венесуела «повинні дотримуватися юридично обов'язкового наказу Міжнародного Суду ООН про застосування тимчасових заходів та не вдаватися до односторонніх дій, що можуть погіршити ситуацію»[123].
- Міністерка закордонних справ і зовнішньої торгівлі Ямайки Каміна Джонсон-Сміт висловила підтримку Гаяні і заявила, що «Гаяна може і надалі розраховувати на підтримку Ямайкою позиції КАРІКОМ у захисті своїх суверенних прав і територіальної цілісності»[124].
- Канада зазначила, що вона постійно спілкується з урядом Гаяни щодо анексії регіону Ессекібо, ініційованого Венесуелою. Водночас вона підтвердила свою підтримку мирного вирішення конфлікту.
- У заяві, опублікованій прем'єр-міністром Багамських островів Філіп Девіс закликав Венесуелу поважати кордон, встановлений з Гаяною, і виконувати рішення, винесене 1 грудня Міжнародним судом ООН[125].

#### Держави що підтримали Венесуелу
- Президент Нікарагуа Данієль Ортега привітав Венесуелу з референдумом, заявивши, що він продемонстрував відданість Венесуели миру і майбутньому в братерстві народів світу[126].

#### Нейтралітет
- Міністерство закордонних справ Індії закликало до мирного врегулювання та уникнення ескалації, заявивши, що країна уважно стежить за прикордонним питанням на Ессекібо[127].
- Міністерство закордонних справ Китаю підтримало «дружнє вирішення проблем демаркації кордону шляхом переговорів між Венесуелою та Гаяною»[128].
- Росія порекомендувала Венесуелі і Гаяні утриматися від будь-яких дій, які можуть «розхитати» або загострити ситуацію в рамках конфлікту навколо Ессекібо, території Гаяни, яку Каракас вважає своєю[129].

### Міжнародні організації
- Жозеп Боррель закликав до мирного вирішення та уникати односторонніх дій, підкресливши, що такі дії можуть поставити під загрозу стабільність регіону[130]
- У спільній заяві КАРІКОМ заявив, що «щиро сподівається, що Венесуела не піднімає питання про застосування сили або військових засобів для того, щоб домогтися свого в цій суперечці про територію. Зрештою, давня позиція країн Латинської Америки і Карибського басейну, включаючи Венесуелу, полягає в тому, що наш регіон повинен залишатися зоною миру»[131]. Щодо венесуельського референдуму КАРІКОМ заявив, що «міжнародне право суворо забороняє уряду однієї держави в односторонньому порядку захоплювати, анексувати або інкорпорувати територію іншої держави. Позитивне голосування, як зазначено вище, відкриває двері для можливого порушення цього фундаментального принципу міжнародного права» і засудило формулювання двох питань референдуму, в яких йдеться про те, що Венесуела буде домагатися своїх претензій на цю територію всіма засобами, припускаючи, що Венесуела буде застосовувати силу[131].
- 7 грудня країни-члени торгового блоку Меркосур провели саміт, на якому обговорили кризу. Венесуела не була присутня на саміті, оскільки її членство в блоці було призупинено 2016 року за порушення демократичних принципів[132]. Лула заявив, що Бразилія шукає мирне рішення, і запропонував Бразилії виступити посередником у врегулюванні ситуації[133]. Джерела повідомляють, що готується спільна заява блоку[134].
- Реагуючи на венесуельський референдум, Генеральна секретарка Співдружності Націй Патриція Скотланд заявила, що Співдружність «підтверджує свою тверду і непохитну підтримку підтримці і збереженню суверенної і територіальної цілісності Гаяни, а також безперешкодному здійсненню її прав на розвиток всієї своєї території на благо її народу»[135].